# 克魯斯維爾 (新墨西哥州)
克魯斯維爾（英語：Cruzville）是位於美國新墨西哥州卡特倫縣的普查規定居民點。

## 人口
根據2020年美國人口普查的數據，克魯斯維爾的面積為6.61平方千米，皆為陸地。當地共有人口74人，而人口密度為每平方千米11.2人。